# Rugosana carpa
Rugosana carpa är en insektsart som beskrevs av Freytag 2005. Rugosana carpa ingår i släktet Rugosana och familjen dvärgstritar. Inga underarter finns listade i Catalogue of Life.